# Слободский сельский совет (Залещицкий район)
Слободский сельский совет (укр. Слобідська сільська рада) — входит в состав
Залещицкого района
Тернопольской области
Украины.
Административный центр сельского совета находится в 
с. Слободка.

## Населённые пункты совета
- с. Слободка